# دانيال كينغ (منافس ألعاب قوى)
دانيال كينغ (بالإنجليزية: Daniel King) هو منافس ألعاب قوى بريطاني، ولد في 30 مايو 1983 في كولشيستر في المملكة المتحدة.

## وصلات خارجية
- دانييل كينغ على موقع الاتحاد الدولي لألعاب القوى (الإنجليزية)